# جاستن بوتي
جاستن بوتي (بالإنجليزية: Justin Booty)‏ هو لاعب كرة قدم بريطاني في مركز الهجوم، ولد في 2 يونيو 1976 في كولشيستر في المملكة المتحدة. لعب مع برينتري تاون وكولتشستر يونايتد.

## وصلات خارجية
- جاستن بوتي على موقع Soccerbase.com (لاعب) (الإنجليزية)